# ADX Florence
L'ADX Florence (nome ufficiale per esteso United States Penitentiary Administrative Maximum Facility) è un penitenziario federale di massima sicurezza di livello Supermax situato al 5880 Highway 67 di Florence, nella contea di Fremont (Colorado).
Conosciuto anche con i nomi di Supermax (la sua fama di carcere di riferimento nel suo genere lo fa coincidere, a livello di denominazione, con il livello della sua classe di sicurezza) o The Alcatraz of the Rockies (in italiano: "L'Alcatraz delle Montagne Rocciose"), è gestito dal Federal Bureau of Prisons, agenzia facente capo al Dipartimento di Giustizia degli Stati Uniti d'America insieme agli altri tre istituti FCI Florence, carcere di media sicurezza, e all'USP Florence (alta sicurezza) e di un campo di lavoro fa parte del complesso penitenziario che prende il nome di Florence Federal Correctional Complex.
L'ADX Florence può contenere fino a 490 detenuti, tutti in isolamento totale, e ospita (o ha ospitato in passato) molti dei più pericolosi criminali incarcerati negli Stati Uniti, tra cui il noto signore della droga Joaquin Archivaldo Guzmán Loera (El Chapo),  Theodore Kaczynski (Unabomber), Terry Nichols (uno degli attentatori della strage di Oklahoma City), Muhammad Ali Hasan al-Mu'ayyad (incriminato come finanziatore di al-Qāʿida), Robert Hanssen, gli attentatori alle ambasciate statunitensi del 1998 e altri terroristi (tra cui Zakariyya Musawi), serial killer e membri della mafia. Come stabilito dalle leggi federali, l'obiettivo del carcere non è affatto la riabilitazione dei detenuti, bensì "la protezione della società" dalla loro presenza. L'11 settembre 2013 un detenuto ha attaccato con un'arma fatta in cella tre guardie che sono state trasportate in un ospedale locale nonostante la sicurezza del carcere. Amnesty International ha più volte criticato il trattamento dei detenuti nel carcere; Robert Hood, direttore del carcere dal 2002 al 2005, disse durante un'intervista che «quel luogo non è fatto per l'umanità», aggiungendo che «l'ADX Florence è come l'inferno, solamente più pulito».

## Funzione
L'istituzione è ufficiosamente conosciuta come ADX Florence o Alcatraz of the Rockies. Fa parte del Federal Correctional Complex, ed è gestito dal Federal Bureau of Prisons (BOP), una divisione del Dipartimento di Giustizia degli Stati Uniti. Il complesso comprende anche un campo di minima sicurezza adiacente che, a partire da febbraio 2019, ospita più prigionieri dell'unità supermax.
L'USP ADX Florence ospita i detenuti ritenuti più pericolosi dal sistema giudiziario federale, compresi i prigionieri la cui fuga costituirebbe una seria minaccia per la sicurezza nazionale. Il BOP non ha una struttura supermax designata per le donne. Le donne classificate nel sistema BOP come "problemi di gestione speciale" a causa di violenza o tentativi di fuga sono confinate nell'unità amministrativa del Federal Medical Center, Carswell a Fort Worth, Texas.

## Storia

### Il progettoSupermax

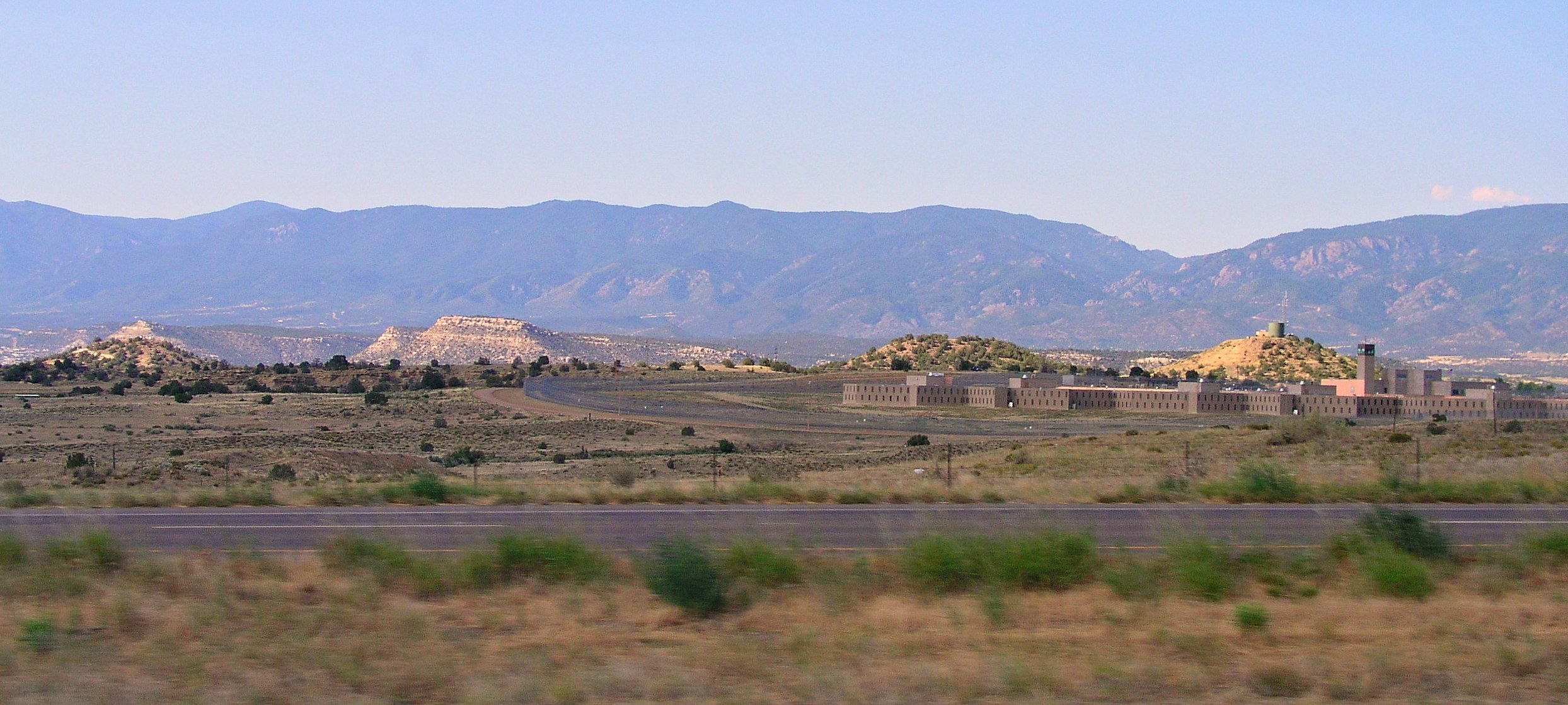
La prigione vista da lontano

Costruito nel 1994 tra le Montagne Rocciose, il progetto del penitenziario di Massima Sicurezza definito come Supermax (termine derivato dall'unione di super e maximum) prese il via negli Stati Uniti a seguito di due incidenti avvenuti nel 1983 nell'allora carcere di massima sicurezza USP (United States Penitentiary) di Marion, Illinois.
Il Supermax è generalmente inteso come un modello di penitenziario non solo statunitense, ma da riferirsi ad ogni unità carceraria che preveda la detenzione in singole celle di detenuti considerati estremamente pericolosi: il carcere di Alcatraz, ad esempio, è considerato un prototipo del modello Supermax. Il Supermax prevede un regime di isolamento pressoché totale, con una carcerazione da 22-23 ore al giorno, monitoraggio continuo attraverso telecamere a infrarossi nelle celle, la cui finestra è una fessura di pochi centimetri, senza alcun contatto tra detenuti, né attività fisiche e nessuna partecipazione a funzioni "pubbliche", comprese quelle religiose.
Durante l'epidemia del virus COVID-19 del 2020, l'USP ADX Florence è stata considerata sicura anche a causa dell'estremo allontanamento sociale già praticato. Entro l'11 gennaio 2021, i dati BOP non mostrano casi attivi tra i detenuti, ma tre detenuti guariti e 28 infezioni attive nel personale.

### Gli omicidi di Marion
I due incidenti a Marion che di fatto diedero via al Supermax avvennero nello stesso giorno, il 22 ottobre 1983 e furono indipendenti uno dall'altro, sebbene le modalità fossero similari e i criminali protagonisti facessero parte della stessa gang carceraria, la Fratellanza ariana, il principale movimento "bianco" nelle carceri USA. Thomas Silverstein (1952-2019), imprigionato per una serie di rapine a mano armata e per l'accusa di un omicidio in carcere (accusa che venne rovesciata nel 1985), uccise la guardia carceraria Merle E. Clutts.
Già condannato all'ergastolo per l'omicidio (sempre a Marion) di Raymond "Cadillac" Smith, leader delle cosiddette D.C. Blacks prison gang (il movimento "nero"), Silverstein uccise Clutts con un coltello pugnalandolo diverse volte durante un breve trasferimento da una cella all'altra. All'epoca dei fatti l'omicidio di una guardia penitenziaria non prevedeva la pena capitale e Silverstein venne imprigionato ad Atlanta, in una cella dove non avrebbe più avuto "alcun contatto umano". Silverstein si è sempre difeso dicendo che era vessato e oppresso quotidianamente dalla guardia. Nello stesso giorno, la guardia Robert L. Hoffman venne uccisa dal detenuto Clayton Fountain. A seguito di queste due uccisioni, il supercarcere di Marion venne trasformato per 23 anni in una "unità di controllo". A seguito dei due incidenti, Norman Carlson, allora responsabile del Federal Bureau of Prisons, convinse il governo federale a istituire una tipologia di carcere ancora più sicuro ed estremo, isolando totalmente i prigionieri.

## Struttura carceraria

Schema di una cella dell'ADX Florence

Vista della cella

USP ADX Florence è un complesso di 15 ettari situato presso la 5880 Highway 67, con un indirizzo postale di Florence, Colorado, a circa 160 km a sud di Denver e a 40 miglia (64 km) a sud di Colorado Springs. Fa parte del Complesso penitenziario federale, Florence (FCC Florence) che consiste di tre strutture penitenziarie, ciascuna con un diverso grado di sicurezza.
La maggior parte della struttura è fuori terra, ad eccezione di un corridoio sotterraneo che collega i blocchi di celle all'atrio. Ogni cella ha una scrivania, uno sgabello e un letto, quasi interamente realizzati in calcestruzzo gettato, oltre a un bagno che si spegne se bloccato, una doccia che funziona con un timer per evitare allagamenti e un lavandino privo di un potenziale rubinetto. Le stanze possono anche essere dotate di specchi in acciaio lucido imbullonati al muro, una luce elettrica che può essere spenta solo a distanza, una radio e un televisore che trasmette programmi ricreativi, educativi e religiosi.
Le finestre da 4 pollici (100 mm) per 4 piedi (1,2 m) sono progettate per impedire ai detenuti di conoscere la loro posizione specifica all'interno del complesso. Possono vedere solo il cielo e il tetto attraverso di loro, quindi è praticamente impossibile pianificare una fuga. I detenuti si esercitano in una fossa di cemento simile a una piscina vuota, progettata anche per impedire loro di conoscere la loro posizione nella struttura. La fossa è abbastanza grande solo per consentire a un prigioniero di camminare 10 passi in linea retta o 31 passi in cerchio. Gli ufficiali penitenziari generalmente consegnano il cibo alle celle. I detenuti trasferiti all'USP ADX Florence da altre carceri possono potenzialmente essere autorizzati a mangiare in una sala da pranzo condivisa.
La prigione nel suo insieme contiene una moltitudine di rilevatori di movimento e telecamere e 1.400 porte d'acciaio telecomandate. Gli agenti del centro di controllo della prigione monitorano i detenuti 24 ore al giorno e possono attivare un "pulsante antipanico", che chiude tutte le porte della struttura, qualora si sospetti un tentativo di fuga. Cuscinetti a pressione e recinzioni di filo spinato alte 3,7 m circondano il perimetro, pattugliato da ufficiali pesantemente armati.
Il Bureau of Prisons ha permesso ai media di fare una visita guidata all'USP ADX Florence il 14 settembre 2007. I giornalisti presenti hanno osservato "una quiete sorprendente e inquietante" all'interno della prigione, nonché un senso di sicurezza dovuto alle rigorose misure di sicurezza. Il produttore di 60 Minutes Henry Schuster ha detto: «Pochi minuti in quella cella e due ore in Supermax sono stati sufficienti per ricordarmi perché ho lasciato l'high school con un anno di anticipo».

## Controversie
La prigione ha ricevuto molte meno critiche rispetto a strutture comparabili a livello statale, che tendono a soffrire di sovrappopolazione, basso rapporto personale/detenuto e problemi di sicurezza. Jamie Fellner di Human Rights Watch ha detto dopo un tour della struttura «Il Bureau of Prisons ha adottato un modello punitivo duro e lo ha implementato come chiunque io conosca».
Nel 2012, undici detenuti hanno intentato una class action federale contro il Bureau of Prisons in "Cunningham contro Federal Bureau of Prisons". La causa accusava abusi cronici e incapacità di diagnosticare adeguatamente i detenuti che sono gravemente malati di mente. Al momento della causa, almeno sei detenuti erano presumibilmente morti per suicidio (un settimo è accaduto dopo che la causa originale è stata presentata, e un deposito modificato lo ha aggiunto al caso). Quel numero può essere sottostimato perché i tentativi di suicidio sono comuni, e molti riescono.
I critici affermano che l'uso della reclusione prolungata in celle di isolamento influisce negativamente sulla salute mentale dei detenuti; numerosi studi supportano questa conclusione. A partire da marzo 2015, i negoziati di risoluzione erano in corso con l'aiuto di un magistrato federale. Alcune modifiche sono già state apportate dal Bureau of Prisons (BOP).

## Suicidi in carcere
Almeno nove detenuti sono morti o sono sospettati di morte per suicidio nella struttura.
| Detenuto             | Numero di registro | Data di morte    | Età |
| -------------------- | ------------------ | ---------------- | --- |
| Kevin Lee Wilson     | 57468-097          | 17 giugno 1999   | 37  |
| Gregory Britt        | 12546-083          | 9 dicembre 1999  | 43  |
| Lawrence Klaker      | N/A                | 18 novembre 2002 | 45  |
| Lance Vanderstappen  | 11099-081          | 17 aprile 2006   | 26  |
| John Frierson        | 99917-555          | 27 maggio 2008   | 35  |
| Jose Martin Vega     | 45189-053          | 1 maggio 2010    | 35  |
| Robert Gerald Knott  | 17508-086          | 7 settembre 2013 | 48  |
| Jamie Jarold McMahan | 05327-030          | 13 novembre 2017 | 42  |
| Theodore Kaczynski   | 04475-046          | 10 giugno 2023   | 80  |

## Detenuti celebri

### Narcotrafficanti
| Nome                   | Numero di registro                                              | Foto | Stato                                                   | Dettagli |
| ---------------------- | --------------------------------------------------------------- | ---- | ------------------------------------------------------- | --- |
| Haji Bagcho            |                                                                 |      | Rilasciato il 16/12/2022                                | Principale trafficante afgano di eroina e uno tra i più grandi del mondo; condannato nel 2012 per aver usato i proventi del narcotraffico per finanziare membri di spicco dei talebani.                      |
| Juan García Ábrego     | 09935-000 (archiviato dall'url originale il 20 settembre 2012). |      | Condannato a 11 ergastoli.                              | Condannato nel 1996 per aver fatto parte del Cartello del Golfo per più di 16 anni. |
| Osiel Cárdenas Guillén | 62604-079 (archiviato dall'url originale il 2 luglio 2019).     |      | Condannato a 25 anni; rilascio previsto nel 2035.       | Successore di Juan García Abrego nella direzione del Cartello del Golfo; estradato dal Messico nel 2007 e condannato per il tentato omicidio di agenti della DEA, traffico di droga e riciclaggio di denaro. |
| Dandeny Muñoz Mosquera |                                                                 |      | Condannato a 10 ergastoli.                              | Sicario del Cartello di Medellín. |
| Joaquín Guzmán         | 89914-053.                                                      |      | Condannato all'ergastolo più 30 anni in via definitiva. | Capo del Cartello di Sinaloa. |

### Spie
| Nome             | Numero di registro                                              | Foto | Stato                                             | Dettagli |
| ---------------- | --------------------------------------------------------------- | ---- | ------------------------------------------------- | --- |
| Noshir Gowadia   |                                                                 |      | Condannato a 32 anni; rilascio previsto nel 2043. | Ex ingegnere del U.S. Defense Department e principale ideatore del B-2; detenuto dal 2011 per aver fornito materiale classificato alla Cina nello sviluppo di missili da crociera dotati di tecnologia stealth. |
| Robert Hanssen   | 48551-083 (archiviato dall'url originale il 19 settembre 2012). |      | Condannato a 15 ergastoli. Deceduto nel 2023.     | Ex agente del FBI assegnato al controspionaggio; condannato nel 2002 per aver fornito materiale classificato all'URSS ed in seguito alla Russia per più di vent'anni. Responsabile del peggiore disastro nella storia dei servizi segreti degli USA, ha causato la morte di numerosi agenti segreti statunitensi in seguito al suo tradimento. |
| Walter Myers     |                                                                 |      | Condannato ad un ergastolo.                       | Ex analista dell'US State Department; condannato nel 2009 per aver fornito materiale classificato del Dipartimento della Difesa degli Stati Uniti d'America alla Repubblica di Cuba; sua moglie, Gwendolyn Myers, fu condannata a 6 anni di reclusione.                                                                                        |
| Harold Nicholson | 49535-083 (archiviato dall'url originale il 17 ottobre 2013).   |      | condannato a 23 anni. Scarcerato il 24/11/2023    | Ex ufficiale della CIA; condannato per spionaggio nel 1997 per aver passato materiale classificato alla Russia tra il 1994 e il 1996; condannato nel 2010 per aver tentato di ricevere un compenso da agenti russi per le sue precedenti attività.                                                                                             |

### Terroristi statunitensi
Cittadini statunitensi incarcerati per aver pianificato o compiuto attentati contro gli Stati Uniti d'America.
| Nome               | Numero di registro                                              | Foto | Stato                                                                                  | Dettagli |
| ------------------ | --------------------------------------------------------------- | ---- | -------------------------------------------------------------------------------------- | --- |
| Ahmed Omar Abu Ali |                                                                 |      | Condannato ad un ergastolo.                                                            | Membro di Al-Qaeda; incarcerato nel 2005 per aver pianificato un attentato contro George W. Bush. |
| Theodore Kaczynski | 04475-046 (archiviato dall'url originale il 19 settembre 2012). |      | Condannato a 8 ergastoli senza condizionale. Morto il 10/06/2023, a causa di suicidio. | Conosciuto come Unabomber; condannato nel 1998 per aver costruito e spedito 16 lettere esplosive tra il 1978 e il 1995 che hanno portato alla morte di 3 persone e al ferimento di altre 23.                                                    |
| Terry Nichols      | 08157-031 (archiviato dall'url originale il 19 settembre 2012). |      | Condannato a 161 ergastoli senza condizionale.                                         | Responsabile assieme a Timothy McVeigh dell'attentato di Oklahoma City del 1995, che uccise 168 persone. |
| Eric Rudolph       | 18282-058 (archiviato dall'url originale il 6 febbraio 2012).   |      | Condannato a 4 ergastoli.                                                              | Membro del gruppo estremista cristiano Army of God; condannato nel 2005 per aver compiuto 4 attentati tra il 1996 e il 1998, tra cui l'attentato al Centennial Olympic Park durante le olimpiadi di Atlanta del 1996 in cui morirono 3 persone. |
| Faisal Shahzad     | 63510-054 (archiviato dall'url originale il 6 febbraio 2012).   |      | Condannato ad un ergastolo.                                                            | Sostenitore di Al-Qaeda; condannato per aver tentato di utilizzare armi di distruzione di massa per il fallito attentato a Times Square del 2010.                                                                                               |
| Naser Jason Abdo   |                                                                 |      | Condannato a 2 ergastoli e 60 anni di reclusione.                                      | Soldato dell'U.S. Army accusato di diserzione; arrestato nel 2012 per aver tentato di utilizzare armi di distruzione di massa in un attentato in un ristorante a Fort Hood a Killeen, Texas.                                                    |
| Joseph Konopka     |                                                                 |      | Condannato a 13 anni; rilasciato il 29 luglio 2019                                     | Condannato nel 2002 per aver causato un black out in Wisconsin danneggiando alcune sottostazioni elettriche e per aver depositato del cianuro nella metropolitana di Chicago; è soprannominato Dr. Chaos.                                       |

### Terroristi stranieri
Cittadini non statunitensi incarcerati per aver pianificato o compiuto attentati contro gli Stati Uniti d'America.
| Nome                                                                         | Numero di registro | Foto | Stato                                                                 | Dettagli |
| ---------------------------------------------------------------------------- | --- | ---- | --------------------------------------------------------------------- | --- |
| Zakariyya Musawi                                                             | 51427-054 (archiviato dall'url originale il 19 settembre 2012). |      | Condannato a 6 ergastoli senza condizionale.                          | Membro di alto rango di Al-Qaeda, condannato nel 2005 per aver avuto un ruolo chiave nella progettazione degli attentati dell'11 settembre 2001 aiutando i dirottatori ad ottenere lezioni di volo, denaro e materiali usati negli attacchi.                                                                        |
| Richard Reid                                                                 | 24079-038 (archiviato dall'url originale il 19 settembre 2012). |      | Condannato a 3 ergastoli e 110 anni di reclusione senza condizionale. | Membro di Al-Qaeda; condannato nel 2002 per aver tentato di utilizzare armi di distruzione di massa nel 2001 mentre tentava di far esplodere un congegno esplosivo nascosto nelle sue scarpe durante un volo da Parigi a Miami; conosciuto come Shoe Bomber.                                                        |
| Umar Abdulmutallab                                                           | 44107-039 (archiviato dall'url originale il 2 luglio 2019). |      | Condannato a 4 ergastoli e 50 anni di reclusione senza condizionale.  | Sostenitore di Al-Qaeda e seguace di Anwar al-Awlaki; condannato nel 2011 per aver tentato di utilizzare armi di distruzione di massa nascoste nelle mutande sul volo Northwest Airlines Flight 253 il 25 dicembre 2009; conosciuto come Underwear Bomber.                                                          |
| Iyman Faris                                                                  | 46680-083 (archiviato dall'url originale il 20 settembre 2012). |      | Condannato a 20 anni; rilasciato il 18 agosto 2020                    | Membro di Al-Qaeda; condannato nel 2003 per terrorismo per aver ricercato potenziali obbiettivi di attentati, tra cui il ponte di Brooklyn a New York, e per aver fornito rifornimenti a Osama bin Laden. |
| Ahmed Ressam                                                                 | 29638-086 (archiviato dall'url originale il 6 febbraio 2012). |      | Condannato a 37 anni; rilascio previsto nel 2032.                     | Membro di Al-Qaeda; detenuto dal 2001 per aver pianificato un attentato al Los Angeles International Airport il 31 dicembre 1999. |
| Simón Trinidad                                                               | 27896-016 (archiviato dall'url originale il 19 settembre 2012). |      | Condannato a 60 anni; rilascio previsto nel 2056.                     | Membro delle FARC; arrestato nel 2007 con l'accusa di terrorismo per aver rapito 3 contractor statunitensi nel 2003. |
| Ramzi Yusuf Mahmud Abouhalima Mohammed Salameh Eyad Ismoil                   | 03911-000 (archiviato dall'url originale il 6 febbraio 2012). 28064-054 (archiviato dall'url originale il 20 settembre 2012). 34338-054 (archiviato dall'url originale il 19 settembre 2012). 37802-054 (archiviato dall'url originale il 6 febbraio 2012).                                                           |      | Condannati a un ergastolo senza condizionale.                         | Membri di Al-Qaeda; condannati nel 1994 in relazione all'attentato al World Trade Center del 1993, che uccise 6 persone e ne ferì oltre mille. Ramzi Yusuf fu anche condannato nel 1996 per aver pianificato il progetto Bojinka, un piano fallito che prevedeva di far detonare dodici aerei passeggeri in 48 ore. |
| Mohamed Al-Owhali Wadih el-Hage Khalfan Mohamed Mohammed Odeh Ahmed Ghailani | 42371-054 (archiviato dall'url originale il 6 febbraio 2012). 42393-054 (archiviato dall'url originale il 10 marzo 2012). 44623-054 (archiviato dall'url originale il 6 febbraio 2012). 42375-054 (archiviato dall'url originale il 6 febbraio 2012). 02476-748 (archiviato dall'url originale il 20 settembre 2012). |      | Condannati ad un ergastolo senza condizionale.                        | Membri di Al-Qaeda; condannati in relazione agli attentati alle ambasciate statunitensi del 1998 in Kenya e Tanzania, che furono pianificati da Osama bin Laden; le esplosioni causarono 224 morti e più di 4000 feriti.                                                                                            |
| Adis Medunjanin                                                              | |      | Condannato ad un ergastolo senza condizionale.                        | Sostenitore di Al-Qaeda; detenuto dal 2012 per aver pianificato attentati suicidi nella metropolitana di New York nel settembre 2009. |